# Kasama
Kasama er en by i den nordlige del af Zambia med 158.051 (2022) indbyggere. Byen er hovedstad i landets Nordprovins.